# Albert Wickman
Johan Albert Wickman, född 2 juni 1884 i Hammars församling, Örebro län, död 24 april 1942 i Stockholm, var en svensk baptistpastor, fredsagitator och laboratoriechef.
Albert Wickman var son till banmästaren Karl Gustav Wickman och Klara Fredrika Stenholm. Han genomgick Betelseminariet i Stockholm 1906–1910 och var baptistpastor i Lund 1910–1915.
I bil och päls som båda var vita for han under 1910-talet runt och missionerade fred samt var redaktör och ansvarig utgivare för antikrigrörelsens tidskrift Antikrigsorder 1913–1917.
Han grundade 1934 filmlaboratoriet Film-Labor på Regeringsgatan 109 i Stockholm där han var laboratoriechef. Företaget togs några årtionden senare över av Europafilm och Sandrews och fanns kvar fram till 1989. Albert Wickman gav ut en rad böcker samt regisserade filmen Krigets verkliga ansikte (1940).
Albert Wickman var 1910–1935 gift med Silva Sundberg (1881–1961), dotter till målarmästaren Adolf Sundberg och Erika Lovisa Karlsson i Stockholm. De fick sonen regissör Torgny Wickman (1911–1997). Albert Wickman var från 1935 till sin död gift med Lisa Sundberg, född Jonasson (1896–1949). Makarna Wickman är gravsatta i Gustav Vasa kyrkas kolumbarium i Stockholm.

## Filmografi
- 1929 – Krigets verkliga ansikte (regi)
- 1940 – Talarfilm Albert Wickman (roll)
- 1940 – Talarfilm Albert Wickman och Teofil Wickman (roll)